# Havmannpriset
Havmannpriset (norska, Havmannprisen) är ett norskt litterärt pris som årligen utdelas för bästa nordnorska bok utgiven under föregående år. Priset utdelas under Havmanndagene i Mo i Rana i maj, av Rana bibliotek och Nordland fylkesbibliotek i samarbete med Mo Libris och Norsk Forfattersentrum.  
Priset består av ett diplom och ett penningbelopp.

## Pristagare
- 1998 – Odd Klippenvåg för Body & soul
- 1999 – Laila Stien för Gjennom glass
- 2000 – Hanne Ørstavik för Tiden det tar
- 2001 – Dag Skogheim för Sanatorieliv
- 2002 – Ragnhild Nilstun för For kjærlighets skyld
- 2003 – Endre Lund Eriksen för Ingen kan stoppe meg no
- 2004 – Morten Harry Olsen för Størst av alt
- 2005 – Tor Eystein Øverås för Til
- 2006 – Herbjørg Wassmo för Et glass melk, takk
- 2007 – Jorun Thørring för Tarantellen
- 2008 – Ingeborg Arvola för Ingen dager uten regn
- 2009 – Ellen Einan för Noen venter på bud
- 2010 – Mikkel Bugge för Gå under jorda
- 2011 – Frank A. Jenssen för Snøen er aldri hvit
- 2012 – Line Merethe Nyborg för Du vet ikke hvem jeg er
- 2013 – Ellisiv Lindkvist för Ditt røde hår, Unn
- 2014 – Sigbjørn Skåden för Våke over dem som sover
- 2015 – Siri Pettersen för Evna
- 2016 – Per Knutsen för Broren til Hugo
- 2017 – Gøhril Gabrielsen för Ankomst
- 2018 – Kathrine Nedrejord för Forvandinga
- 2019 – Kjersti Anfinnsen för De siste kjærtegn
- 2020 – Odd Klippenvåg för En lykkelig gift mann
- 2021 – Odd Klippenvåg för En lykkelig gift mann